# Trânsito de Vênus de 1874

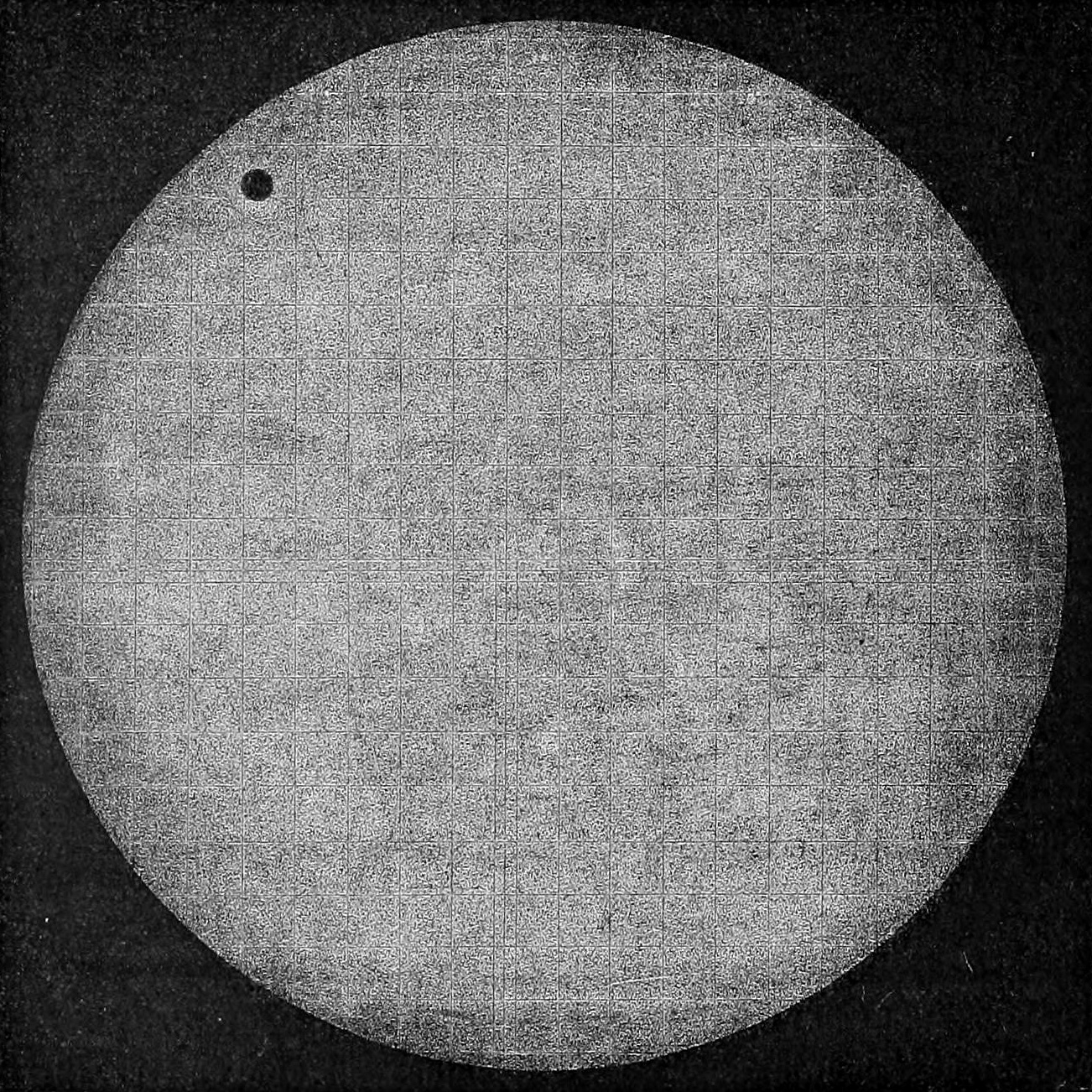
O trânsito visto do Japão por Pierre Janssen

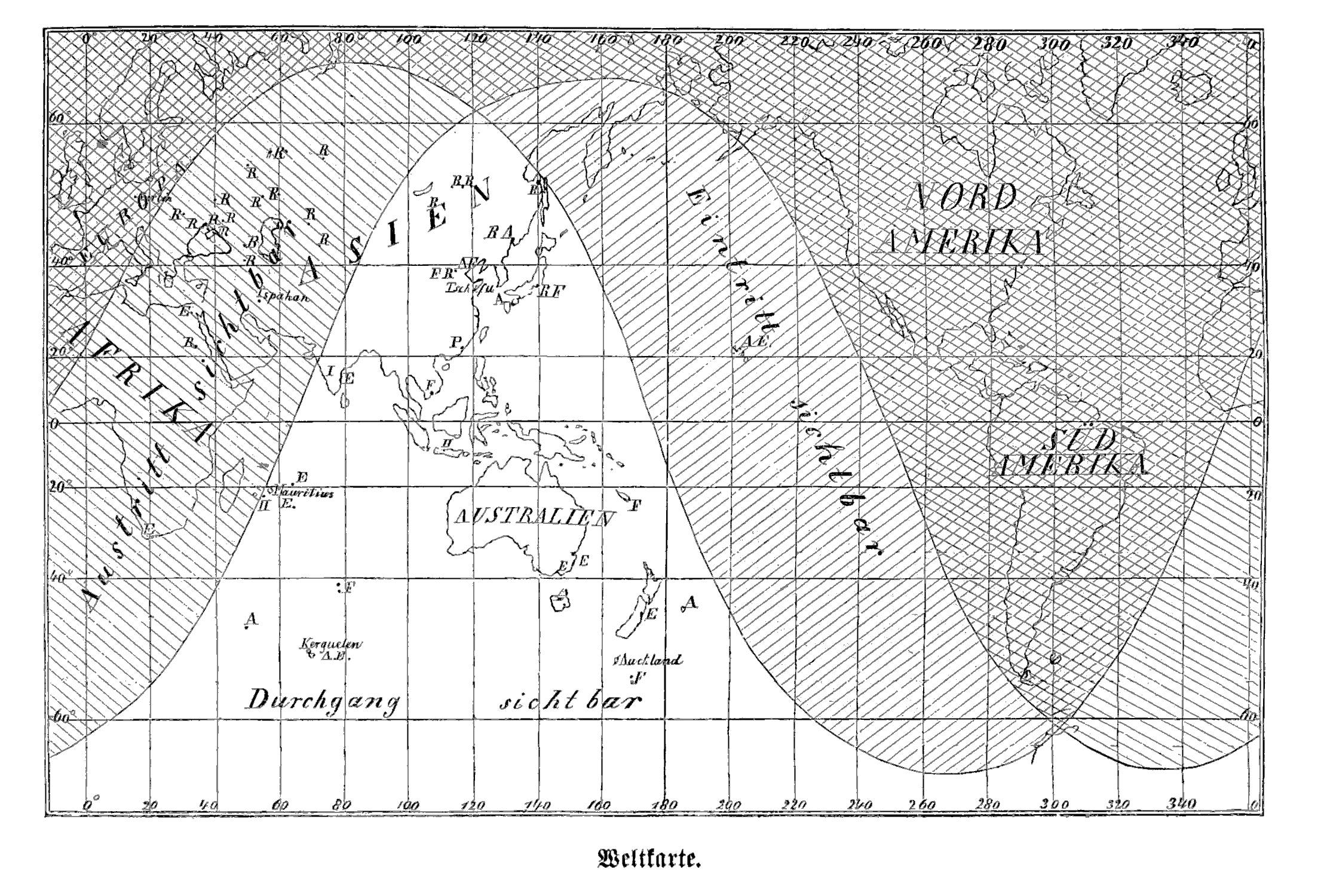
Mapa mostrando a visibilidade do trânsito de Vênus em 1874

O trânsito de Vênus de 1874, que ocorreu em 9 de dezembro de 1874  (01:49 até 06:26 UTC), foi o primeiro do par de trânsitos de Vênus que ocorreu no século XIX, com o segundo trânsito ocorrendo oito anos depois, em 1882. O par de trânsitos anterior havia ocorrido em 1761 e 1769, e o próximo par não ocorreria até 2004 e 2012.Como nos trânsitos anteriores, o trânsito de 1874 proporcionaria uma oportunidade para medições e observações melhoradas. Numerosas expedições foram planejadas e enviadas para observar o trânsito ao redor do mundo, com vários países criando comitês oficiais para organizar o planejamento.
Houve seis expedições oficiais francesas. Uma expedição foi para a Ilha Campbell da Nova Zelândia, as outras cinco viajaram para Ilha de São Paulo no oceano Índico, Numeá na Nova Caledônia no Pacífico, Nagasaki no Japão (com uma estação auxiliar em Kobe), Pequim na China e Saigon em Vietnã.
Houve cinco expedições britânicas oficiais ou locais de observação. Uma expedição viajou para o Havaí, com outras duas foram enviadas para o arquipélago Kerguelen no extremo sul do Oceano Índico, e Rodrigues, uma ilha mais ao norte no Oceano Índico, perto de Maurício. Uma quarta expedição foi para um local perto do Cairo, no Egito, e a quinta viajou para um local perto de Christchurch na Nova Zelândia. Várias das expedições incluíram estações auxiliares de observação que foram construídas além dos principais locais de observação.
O trânsito foi observado a partir de muitos observatórios, incluindo o Observatório de Melbourne, o Observatório de Adelaide e o Observatório de Sydney na Austrália, o Observatório Real na Cidade do Cabo no que hoje é a África do Sul, o Observatório Real Alfred nas Ilhas Maurício, o Observatório Madras em Madras, Índia, o Observatório Colonial de Serviço de Tempo em Wellington, Nova Zelândia, e Observatório Khedivial no Egito. O Observatório de Sydney enviou um grupo de observação a Goulburn, na Austrália.
Nem todos os observadores foram capazes de fazer medições, seja por condições climáticas adversas, seja por problemas com o equipamento utilizado. Muitos observadores, principalmente os das expedições oficiais, utilizaram a nova técnica da foto-heliografia, com o intuito de usar as chapas fotográficas para fazer medições precisas. No entanto, os resultados do uso desta nova técnica foram pobres, e várias expedições não foram capazes de produzir resultados publicáveis ou melhorar os valores existentes para a unidade astronômica (UA). Além disso, as observações feitas de Marte estavam produzindo resultados mais precisos para calcular o valor da UA do que poderia ser obtido durante um trânsito de Vênus.